# Tokubetsu Kōtō Keisatsu
El Tokubetsu Kōtō Keisatsu (特別高等警察 Policía Superior Especial?), habitualmente abreviado como Tokkō (特高?), fue una fuerza policial establecida en 1911 en el Imperio de Japón, con el fin de investigar y controlar los grupos políticos e ideológicos que pudieran alterar el orden público. Su principal función fue ser la contraparte civil de las policías militares Kenpeitai y Tokeitai, y puede ser considerado como un equivalente al FBI de los Estados Unidos en términos de combinar tanto las funciones de investigación criminal y contraespionaje. El Tokkō fue también conocido como Policía de Paz (治安警察 Chian Keisatsu?), o más notoriamente por el término orwelliano de ”Policía del Pensamiento” (思想警察 Shisō Keisatsu?). Se le atribuye a Takagi Takeo la cita "Si tu dices 'Tokkō', hasta un niño que llora enmudece."

## Historia

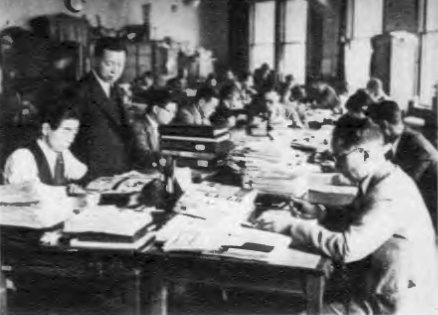
Oficina de la Policía Superior Especial, sección de censura del Departamento de Policía Metropolitana de Tokio.

El llamado Caso Kōtoku de 1910 fue la causa del establecimiento del Tokkō, bajo la tutela del Ministerio de Interior. Con la Revolución rusa, la rebelión interna surgida por los “Disturbios del arroz” en 1918, se incrementaron los paros y las protestas provenientes de los movimientos laborales; Con el Movimiento Primero de Marzo en la Corea ocupada, el Tokkō se volvió más fuerte bajo la administración de Hara Takashi y los siguientes primeros ministros. El Tokkō estuvo concebido inicialmente para vigilar al anarquismo, el comunismo, el socialismo y la creciente población extranjera en Japón, pero gradualmente también fueron incluidos los grupos religiosos, pacifistas, activistas estudiantiles, liberales e, incluso, ultraderechistas.
Con la aprobación de la Ley de Preservación de la Paz de 1925, la influencia del Tokkō se expandió drásticamente, y a partir de entonces estableció sedes en cada prefectura y gran ciudad de Japón, así como en ciudades de ultramar con una gran población japonesa (incluyendo Shanghái, Londres y Berlín). A finales de la década de 1920 y en la década de 1930, el Tokkō lanzó una campaña sostenida para destruir el Partido Comunista de Japón con diversos arrestos en masa de miembros conocidos, simpatizantes y sospechosos de ser simpatizantes (Incidente del 15 de marzo).
Durante esta época su estructura se dividió en seis departamentos (Trabajo Especial de Policía, Vigilancia de Extranjeros, Coreanos en Japón, Relaciones Laborales, Censura y Arbitraje). En 1927 fue añadido un subdepartamento: la Sección de Pensamiento (dentro del Departamento de Asuntos Criminales) con el fin de estudiar y suprimir las ideologías subversivas. El Tokkō hacía uso de oficiales uniformados y no uniformados, junto con una gran red de informantes. Estos informantes eran en ocasiones oficiales encubiertos infiltrados en organizaciones sospechosas y actuando como agentes provocadores o informantes voluntarios de las asociaciones barriales Tonarigumi. Las actividades de contraespionaje también incluían el monitoreo de teléfonos externos y radiocomunicaciones dentro o fuera de Japón y áreas vecinas.
En 1936, el Tokkō ya había arrestado 59.013 personas, llevando a 5.000 a juicio; y alrededor de la mitad recibieron sentencias de prisión. Los prisioneros fueron forzados a escribir relatos de cómo ellos se involucraron con las “ideologías peligrosas”, reescribiéndolos hasta que los interrogadores estuvieran satisfechos con ello. Estos trabajos fueron usados como pruebas de su participación criminal. Fue abolido en octubre de 1945 por las autoridades estadounidenses de ocupación. Esto condujo a la renuncia del Príncipe Higashikuni Naruhiko como primer ministro.

## Uso de tortura por parte del Tokkō
Elise K. Tipton afirma que:

Los críticos arguyen que el Tokkō llevó a cabo torturas y terror organizados, comparándolo con la Gestapo o el GPU (Directorado Político del Estado). Los defensores, como los ex oficiales del Tokkō, contestan que el uso de tortura fue un acto excepcional de algunos agentes, no la política de los líderes del Tokkō. El actual balance de la brutalidad policial se encuentra entre estos extremos, pero ciertamente hay demasiados casos de tortura registrados para ser capaz de negar su empleo frecuente por parte de oficiales del Tokkō.

Se cree que el escritor proletario Takiji Kobayashi fue torturado hasta la muerte mientras era interrogado por el Tokkō.

## Principales agentes y oficiales
- Genki Abe[6]

## Casos notables investigados por el Tokkō
- Investigación de la red de espionaje de Richard Sorge.[7]